# 宇多须都湾
宇多须都湾（日语：／）亦稱敖德萨湾（俄语：Одесский Залив），是日本择捉岛西北海岸中南部的海湾，南临阿登佐岳，北界是トッカリ萌崎。该湾向西南是内保湾，中间被高耸的火山阻隔。在东侧，水鱼泽注入该湾。这个海湾在保护区内。